# Peter Strosack
Peter Strosack (* 30. Juni 1994 in Lahr) ist ein deutscher Handballspieler.

## Karriere
Strosack spielte in der Jugend für den TuS Altenheim und wechselte 2013 zum damaligen Drittligisten TSV Bayer Dormagen. Mit Dormagen stieg er 2014 in die 2. Bundesliga auf. Im Januar 2016 wechselte er zum Erstligisten SC DHfK Leipzig. Ab der Saison 2018 stand er im Kader des Erstligaabsteigers TuS N-Lübbecke. Ab der Saison 2020/21 war er der Kapitän der Mannschaft. 2021 gelang ihm mit Lübbecke der Aufstieg in die 1. Bundesliga. Nach einer Saison stiegen sie wieder in die 2. Bundesliga ab. Im Sommer 2023 kehrte er zum Zweitligisten TSV Bayer Dormagen zurück.

## Privates
Sein Cousin Moritz Strosack spielt ebenfalls professionell Handball und bekleidet dieselbe Spielposition.